# Nasrin of De kunst van het dromen
Nasrin of De kunst van het dromen is een hoorspel van Herbert Asmodi. Nasrin oder Die Kunst zu träumen werd op 20 juni 1967 door de Westdeutscher Rundfunk uitgezonden. Erna van der Beek vertaalde het en de AVRO zond het uit op 10 oktober 1968, van 21.30 uur tot 22.30 uur. De regisseur was Dick van Putten.

## Rolbezetting
- Hans Veerman (verteller)
- Wieke Mulier (Nasrin)
- Paul van der Lek (Edgar)
- Fé Sciarone (Natasja)
- Wam Heskes (Oscar)
- Wiesje Bouwmeester (Antonia)
- Harry Bronk (Grisja)
- Frans Somers (Raoul)
- Hans Karsenbarg (Heinrich)
- Joke Hagelen, Corry van der Linden, Willy Ruys, Han König, Huib Orizand & Jos van Turenhout (verdere medewerkenden)

## Inhoud
In een eenzame streek in Andalusië vinden drie reizigers hun sinds lang vermiste vriend weer. Hij beweert niets minder dan dat hij een ideale geliefde heeft en met haar volkomen gelukkig leeft. Als ze dan vaststellen dat het een fantoom betreft, ontdekken ze ook dat hij kan vliegen en door de lucht wandelen. Precies dat echter maakt hem voor een vroegere vriendin opnieuw aantrekkelijk. Ze besluit hem van zijn fantoom te bevrijden en hem weer voor zich te winnen. Maar nauwelijks heeft ze haar doel bereikt of ze moet erkennen dat hij zijn interessante vaardigheden verloren heeft. Enkel omdat hij de kunst van het dromen werkelijk verstaat, krijgt de vertwijfelde vriend uiteindelijk de vaardigheid terug - en daarmee de ziel van zijn geluk: Nasrin.